# Café Belga
Café Belga – drugi album studyjny polskiego rapera Taco Hemingwaya, wydany 13 lipca 2018 roku nakładem wytwórni Taco Corp i Asfalt Records. Dzień wcześniej został udostępniony na stronie internetowej rapera i w serwisie YouTube. Materiał, nagrany od stycznia do czerwca 2018 roku, wyprodukowali Rumak i Borucci. W wersji fizycznej wydawnictwo zostało wydane w zestawie z minialbumem Flagey. Album reprezentuje stylistykę hip-hopową z wpływami trapu i popu. Główną tematyką tekstów jest krytyka współczesnego świata, w szczególności popularności i braku anonimowości.
Café Belga spotkał się ze zróżnicowanym przyjęciem krytyków muzycznych. Recenzenci szczególnie chwalili go w porównywaniu do poprzedniego solowego albumu, zwracając uwagę na poprawę jakości tekstów i udaną produkcję. Z drugiej strony, krytykowali monotematyczność i śpiew. Wydawnictwo zostało nominowane do Fryderyka w kategorii album roku hip-hop. Album odniósł sukces komercyjny, odnotowując wysokie wyniki odtworzeń w serwisach streamingowych i debiutując na pierwszym miejscu ogólnopolskiej listy sprzedaży OLiS. Związek Producentów Audio-Video przyznał mu certyfikat platynowej płyty za osiągnięcie progu 30 tysięcy kupionych egzemplarzy na terenie Polski. Ponadto, był to jedenasty najlepiej sprzedający się album 2018 roku w Polsce.
W ramach promocji wydawnictwa Hemingway wyruszył w trasę koncertową Café Belga Tour, obejmującą Polskę, Wielką Brytanię i Irlandię.

## Geneza, nagranie i wydanie
Poprzednie solowe nagranie Hemingwaya, minialbum Szprycer z lipca 2017 roku, zebrało negatywne recenzje. Mimo to, EP zadebiutował na pierwszym miejscu listy sprzedaży OLiS, a raper został nagrodzony platynową płytą za sprzedaż 30 tysięcy egzemplarzy na terenie Polski i Fryderykiem w kategorii Album roku – hip-hop. W kwietniu 2018 roku Hemingway i raper Quebonafide, działając w ramach supergrupy Taconafide, wydali wspólny album Soma 0,5 mg i odbyli trasę koncertową Ekodiesel Tour, obejmującą największe hale w Polsce. W dołączonej do płyty książeczce Taco zapowiedział wydanie w tym samym roku dwóch solowych projektów.

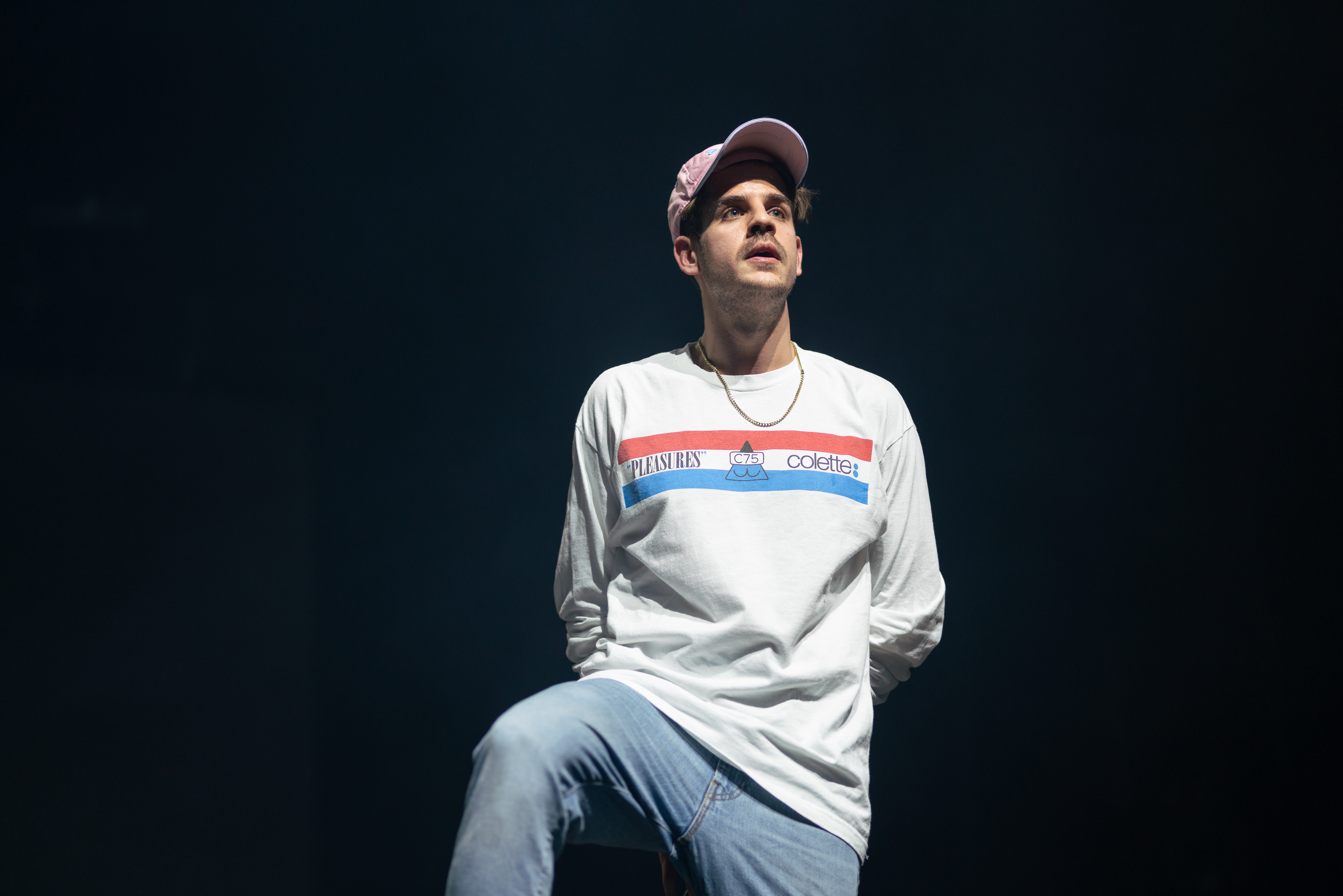
Taco Hemingway podczas koncertu w kwietniu 2018 roku

Nagrania kolejnego solowego wydawnictwa, a zarazem drugiego (po Marmurze z 2016 roku) albumu studyjnego, Hemingway rozpoczął w styczniu 2018 roku. Café Belga został nagrany w warszawskim Studio Nagrywarka, a jego produkcją zajęli się wieloletni współpracownicy rapera, Rumak i Borucci. Tytuł wydawnictwa nawiązuje do brukselskiej kawiarni Café Belga. W utwory zostały wplecione fragmenty wywiadu, którego Hemingway udzielił 15 maja 2018 roku w Café Belga dziennikarzowi Markowi Fallowi. Nagrania zakończyły się w czerwcu 2018 roku. Autorami okładki są Łukasz Partyka, Sonia Szóstak i Piotr Dudek.
Album został wydany 13 lipca 2018 roku w sklepach Empik, Asfalt Shop i serwisach streamingowych. Pierwotnie, jego premierze miał towarzyszyć brak zapowiedzi i wcześniejszej promocji. Mimo polecenia, by nie otwierać pudełka z albumem przed 13 lipca, jeden z pracowników Empiku umieścił dzień wcześniej w Internecie informację o albumie i zdjęcie okładki. W związku z tym raper przyspieszył premierę, umieszczając 12 lipca cały album w serwisie YouTube, udostępniając go darmowo w formacie digital download na swojej stronie internetowej i rozpoczynając przedsprzedaż w sklepie Asfalt Shop. Do fizycznego wydania Café Belga został dołączony bonusowy minialbum Flagey i zapis wywiadu z Fallem. 20 lipca 2018 roku Flagey również został udostępniony w serwisach streamingowych i YouTube.

## Analiza i interpretacja
Według Rafała Samborskiego z portalu interia.pl, album reprezentuje głównie trap. Krytyk z portalu Soul Bowl zasugerował natomiast: „możecie spodziewać się mniej trapu, a więcej popu”. Piotr Markowicz z portalu Noizz.pl porównał produkcję do wcześniejszej twórczości Hemingwaya: „odbijanie od post-trapowych schematów w stronę duchologiczno-vaporwave’owej elektroniki”. Zdaniem Macieja Wierno z Noizz.pl, Café Belga jest utrzymany w klimacie „mocniejszym i bardziej ciężkostrawnym” niż poprzednie solowe nagranie Hemingwaya, Szprycer (2017). Michał Cieślak z „Rzeczypospolitej” nazwał brzmienie albumu syntezą wszystkich stylów, w których raper nagrywał. Bartłomiej Ciepłota z portalu Glam Rap ocenił, że wydawnictwo nawiązuje stylistycznie do pierwszych nagrań Hemingwaya. Zdaniem Jarka Szubrychta z „Gazety Wyborczej”, warstwa muzyczna albumu obejmuje „od leniwie snujących się podkładów dobrze harmonizujących z mruczeniem pod nosem po numery dynamiczne, które dałoby się tańczyć”.
Według Marcina Nowaka z portalu RapDuma, „mamy do czynienia z technicznym rapem opartym na realtalku”. Samborski napisał: „mniej tu zabaw flow, które były obecne na Taconafide. Nie oznacza to niczego złego: w leniwym flow Taco więcej płynności, w głosie więcej emocji oraz szarpania się na tempa”. Zdaniem Wierno, Hemingway „odważnie moduluje swój głos” i, w porównaniu do wcześniejszych nagrań, „częściej stosuje przyspieszenia”. Łukasz Łachecki z czasopisma „CKM” napisał, że „mimo prób technicznych eksperymentów – przyspieszeń, rymów wielokrotnych czy przerzutni – wciąż mamy wrażenie obcowania z monotonnym, rapowym staccato”. Rap jest przeplatany wstawkami śpiewanymi, w których użyto efekt Auto-Tune. Nowak zauważył, że Hemingway stosuje podwójne rymy.

Wiecznie niezadowolony Taco dzieli się swoją pesymistyczną wizją świata oraz jego bliskiej przyszłości. Krytycznie odnosi się do kondycji dzisiejszej młodzieży, gęsto nawiązując do współczesnej popkultury. Teksty wypełnione są klasyczną dla stylu rapera nostalgią i tęsknotą do czasów, kiedy nie był sławny. Motywy problemów w komunikacji i międzyludzkich relacjach przeplatają się z wątkami o Internecie i smartfonach. Taco walczy z poczuciem dekadencji i podkreśla, że próbuje żyć wciąż jak zwykły młody człowiek. Dlatego izoluje się od celebrytów i rapowej branży. Narzeka na brak prywatności, jednak ma świadomość, że beztroska już nigdy nie powróci.

Głównym motywem albumu jest krytyka popularności i brak możliwości normalnego życia, gdy jest się osobą publiczną. Zdaniem krytyków, płyta reprezentuje światopogląd dekadencji. Raper zwraca uwagę na problem depresji, nie tylko własnej, ale również nastolatków. Jacek Sobczyński z portalu Newonce zasugerował, że głównym tematem albumu jest „samotność na szczycie”. Według Sebastiana Łupaka z Wirtualnej Polski, Hemingway opisuje swój własny świat, który jest „nudny, zblazowany, powtarzalny i nijaki”. Cieślak podsumował album: „Taco zblazowany, a może zmęczony, warszawskim zgiełkiem i komercyjnym sukcesem duetu Taconafide, udaje się w stronę Brukseli, by oderwać się raz jeszcze od demonów sławy”. Hemingway powraca ponadto do głównych motywów swoich dwóch pierwszych minialbumów, Trójkąta warszawskiego (2014) i Umowy o dzieło (2015) – jawi się jako obserwator warszawskiego życia imprezowego i wyraża swoje spostrzeżenia na ten temat. Album zawiera również tematykę miłosną. Raper stosuje liczne nawiązania popkulturowe – do filmów, seriali i znanych postaci.

### Utwory
Tytułowy utwór „Café Belga” dotyczy ucieczki od popularności do tytułowej kawiarni w Brukseli, gdzie podmiot liryczny czuje się anonimowo. Według Sobczyńskiego, Hemingway stosuje „lekko punkowy wokal” w refrenie i nawiązuje do zespołu Cool Kids of Death. Samborski napisał z kolei, że „Borucci rzuca prostą, nieco melancholijną melodię na czymś, co brzmi jak połączenie kalimby z wibrafonem”. W „ZTM” Hemingway rapuje o tęsknocie za spokojnymi podróżami warszawską komunikacją miejską, które aktualnie są niemożliwe ze względu na jego rozpoznawalność. Szczególną rolę odgrywają w utworze metafory oparte na postaciach i wydarzeniach ze świata popkultury. Według Łacheckiego, utwór jest „rozwodnioną kalką «T-Shirt» Migos”. Szubrycht nazwał „Wszystko na niby” współczesnym „Artyści” zespołu Kazik na Żywo. Tematyką utworu jest krytyka wobec sztuczności i zakłamania środowiska artystycznego, a także osób, które zarzucają Hemingwayowi brak szczerości. Podmiot liryczny zwraca ponadto uwagę na fałszywe wyobrażenie o gwiazdach w oczach młodych fanów. Samborski napisał, że Rumak „łączy plastikowy bas żywcem wyjęty z podstawowych barw Minimooga z przestrzennymi, niemal ambientowymi pogłosami”. W „Reżyseria: Kubrick” Hemingway rapuje o nadmiarze pracy, przez który zmierza ku załamaniu nerwowemu. Podmiot liryczny porównuje swoje życie do filmu w reżyserii amerykańskiego reżysera Stanleya Kubricka, a w tekście pojawiają się nawiązania do kilku jego tytułów: Lśnienia (1980), 2001: Odysei kosmicznej (1968), Mechanicznej pomarańczy (1971) i Full Metal Jacket (1987). Samborski porównał utwór do twórczości amerykańskiego rapera Drake’a.

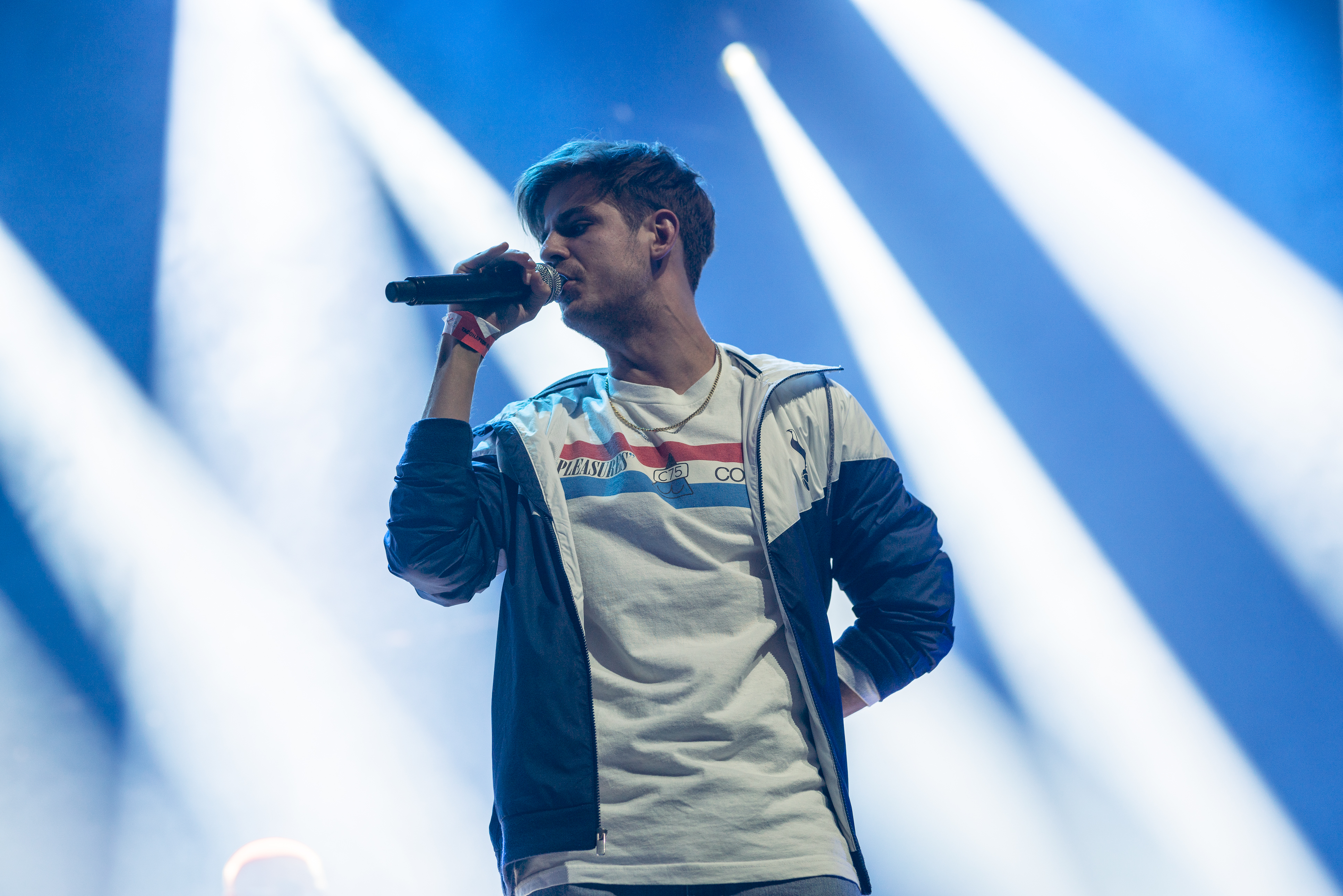
Taco Hemingway podczas koncertu w kwietniu 2018 roku

W „2031” Hemingway przedstawia wizję dalszego przebiegu swojej kariery, szczególnie w momencie, gdy przestanie być popularny. Zwrotki opisują prognozy na lata kolejno: 2020, 2025 i 2031. Ponadto, podmiot liryczny krytykuje mechanizmy rządzące show-biznesem. „Fiji” jest kierowany do kobiety. Według Samborskiego, „przebojowy” bit czerpie z rytmiki dancehallowej, zaś zdaniem Łacheckiego ten „afrotrapowy” utwór przypomina stylistykę Taconafide. Sobczyński porównał piosenkę „Abonent jest czasowo niedostępny” do twórczości Drake’a i singla „Tamagotchi” Taconafide, zaś bit Borucciego nazwał „bujającym”. Tekst dotyczy relacji damsko-męskich. O utworze „Motorola” również napisał, że przypomina Taconafide, i nazwał go „mocno hikikomori numerem, w którym odbijają się Huxley, Black Mirror i tęsknota za światem, którego nie ma”. Głównym motywem jest kondycja współczesnego świata i teza, że dawniej życie było lepsze. Brzmienie piosenki, bazujące na syntezatorze i bębnach w stylu trapu, Łachecki przyrównał do producenta Zaytovena.
„Modigliani” stanowi refleksję na temat mieszkańców Warszawy, ich imprez, fascynacji muzyką techno i popularności mefedronu. Podmiot liryczny parafrazuje utwór „Szklana pogoda” zespołu Lombard – według Przemysława Guldy z portalu Gazeta.pl, wers „szklana pogoda, żyły niebieskie od mefedronu” stanowi metaforę przemian polityczno-obyczajowych, szczególnie w zakresie wielkomiejskiego życia, jakie dokonały się w Polsce od czasu premiery przeboju Lombardu. Równocześnie podmiot liryczny porównuje się do włoskiego malarza Amedeo Modiglianiego. Zdaniem Sobczyńskiego, „bardzo gęsty, mocno plastyczny rap w połączeniu z leniwym beatem Borucciego brzmi jak narkotyczny zjazd o 4 nad ranem”, zaś Łachecki wskazał na inspirację Metro Boominem. W „Adieu” Rumak łączy efekt overdrive z dźwiękami fortepianu. „4 AM in Girona”, nagrany w języku angielskim, dotyczy ucieczki z Polski i od zakłamanego Internetu. Raper odnosi się do paparazzi i piszących o nim mediach plotkarskich. Utwór wieńczy dialog z filmu Zimna wojna (2018), w którym pracownik ambasady PRL zarzuca Wiktorowi Warskiemu brak miłości do Polski i zdradę wobec Polaków. Nowak porównał utwór do „5 AM in Toronto” Drake’a.

## Café Belga Tour
23 sierpnia 2018 roku Hemingway ogłosił trasę koncertową pod tytułem Café Belga Tour, równocześnie podając datę występu w Katowicach. Pozostałe koncerty były sukcesywnie ogłaszane w kolejnych dniach.

## Odbiór

### Krytyczny
Café Belga spotkał się ze zróżnicowanym odbiorem krytyków.
Jarek Szubrycht z „Gazety Wyborczej” porównał go do poprzednich albumów Hemingwaya, pisząc, że ten jest lepiej napisany, a jego warstwa muzyczna – bardziej zróżnicowana i udana. Dawid Bartkowki z portalu CGM napisał, że płyta „w końcu wnosi sporo świeżości do jego [Hemingwaya] dyskografii” i nazwał ją „powrotem Taco, którego chce się słuchać do końca”. Podobnie Dawid Kosiński z portalu Spider’s Web nazwał album „powrotem starego, dobrego Taco Hemingwaya” po „wypadku przy pracy”, jakim była wydana trzy miesiące wcześniej płyta kolaboracyjna z Quebonafide, Soma 0,5 mg, i dodał, że „klimat albumu potęgują genialne bity Rumaka i Borucciego”. Marcin Flint z „Rzeczypospolitej” pochwalił mniejsze niż na poprzednich albumach Hemingwaya skupienie na samym sobie i zmanierowanie, podsumowując recenzję: „Taco znów jest nabitą sprytnymi grami słownymi i spostrzeżeniami bronią masowego rażenia. A my chcemy być trafieni”. Jacek Sobczyński z portalu Newonce napisał, że „poszczególne smaczki wyłapuje się za piątym czy dziesiątym razem. Taco nie tylko chce się słuchać, ale chce się w niego także wsłuchać”. Kamil Migoń z portalu Popkiller nazwał Café Belga najlepszym albumem Hemingwaya od czasu debiutanckiego Young Hems (2013) i napisał: „Wciąż od debiutu pisze znakomicie. To jeden z niewielu raperów na rodzimym rynku, który potrafi mnie czymś jeszcze w tej materii zaskoczyć (wrażliwość + zmysł obserwacji + szerokie horyzonty)”. Marcin Nowak z portalu RapDuma szczególnie pochwalił produkcję albumu i podwójne rymy. Kamil Ziółkowski z portalu Hip-hop.pl nazwał Café Belga dobrym materiałem, dodając: „Bardzo dobrze, że produkcje Taco są zróżnicowane, a zbyt często używany tune jak w przypadku Szprycera (z dobrymi tekstami) nie kłuje w uszy”. Bartłomiej Ciepłota z serwisu Glam Rap nazwał Café Belga najlepszym albumem Hemingwaya, szczególnie chwaląc powrót do stylistyki pierwszych nagrań. Recenzent napisał ponadto: „Ciężko w dzisiejszych czasach znaleźć drugiego tak dobrze posługującym się słowem rapera w Polsce”.
Mieszaną recenzję Café Belga wystawił Przemysław Gulda z serwisu Gazeta.pl. Krytyk wytknął, że niektóre utwory brzmią, jakby były tworzone w pośpiechu i nie zostały dopracowane, choć zdarzają się „fragmenty iście genialne i wiekopomne”. Gulda podsumował: „Taco, miotając się wciąż w kręgu tych samych tematów powtarzanych trochę już do znudzenia, wciąż potrafi zaskoczyć nietypowym podejściem i formą wykraczającą poza schemat, w który momentami zdaje się mocno wpadać”. Rafał Samborski z portalu interia.pl napisał w recenzji, że Hemingway „jeszcze lepiej radzi sobie jako raper i jest na dobrej drodze, aby ponownie odnaleźć w swoim piórze brakujący przez ostatnie lata ogień”. Krytyk szczególnie pochwalił produkcję i ciekawsze – w porównaniu z poprzednimi nagraniami – sposoby pisania tekstów, skrytykował jednak powracanie do tej samej od wielu lat tematyki i nieudolne próby śpiewu. Maciej Wernio z portalu Noizz.pl nazwał Café Belga „solidnym krążkiem” i jednym z najlepszych w dyskografii Hemingwaya. Równocześnie skomentował rozwój rapera: „Cały czas jednak nie daje sobie rady w walce z demonami w postaci nadproduktywności, zblazowania i ciężaru bycia samozwańczym «głosem pokolenia, które nie ma nic do powiedzenia»”. Jakub Rusak i Łukasz Łachecki z czasopisma „CKM” pochwalili dojrzalsze w porównaniu z Somą 0,5 mg czy Szprycerem słowa piosenek, skrytykowali jednak powielanie tekstowych klisz, amatorskie podkłady muzyczne i groteskowy śpiew. Bartek Chaciński w recenzji dla tygodnika „Polityka” zwrócił uwagę na „celne odwołania do kultury bardziej lub mniej masowej” i „łatwość czarowania porównaniem”, jednak wytknął Hemingwayowi „lekkie zmęczenie konwencją” i nadużywanie efektu Auto-Tune. Podobne zarzuty w kierunku rapera wytoczyła Ilona Chylińska na łamach „Opcji”, zaznaczając, że choć przemawiają na plus za autorem teksty oraz pomysły na koncept-albumy, tak sam sposób rapowania można określić mianem „miernego”, co ma również związek z nadużywaniem efektu Auto-Tune.
Negatywną recenzję wystawił albumowi Sebastian Łupak z portalu Wirtualna Polska. Krytyk zarzucił Hemingwayowi brak pomysłu i monotematyczność w warstwie tekstowej, dodał ponadto, że „do coraz bardziej nijakich i mdłych podkładów, Taco układa coraz mniej finezyjne rymy”. Negatywną recenzję wystawił również Michał Cieślak z „Rzeczypospolitej”, argumentując, że „raper jest więźniem swojego stylu i tym razem zabrakło mu świeżości, polotu, a przede wszystkim błyskotliwości w tekstach”. Grzegorz Brzozowicz z gazety „Do Rzeczy” napisał, że tym albumem Hemingway „dotarł do szczytu żenady”.

### Komercyjny
W ciągu pierwszej doby po premierze utwory z Café Belga zostały odtworzone w serwisie YouTube ponad 3,3 miliona razy. Największą popularność zdobył „Wszystko na niby”, który – za sprawą ponad 610 tysięcy odsłuchań – był najczęściej odtwarzanym materiałem w serwisie na terenie Polski. Przez pierwszy tydzień wyświetlenia piosenki przekroczyły liczbę 2,5 miliona. Co więcej, album w całości wypełnił pierwszą jedenastkę najczęściej słuchanych utworów wśród polskich użytkowników serwisu streamingowego Spotify.
26 lipca 2018 roku Café Belga, jako trzecie z rzędu nagranie Hemingwaya (po Szprycerze i Somie 0,5 mg), zadebiutowało na pierwszym miejscu ogólnopolskiej listy sprzedaży OLiS. Dzień później wytwórnia Asfalt Records poinformowała, że album tylko w wydaniu fizycznym osiągnął po dwóch tygodniach od premiery próg odpowiadający złotej płycie – certyfikatowi przyznawanemu przez Związek Producentów Audio-Video (ZPAV) za sprzedaż 15 tysięcy egzemplarzy na terenie Polski. 1 sierpnia ZPAV potwierdził nadanie certyfikatu. Również w drugim tygodniu po premierze Café Belga zajął pierwsze miejsce na OLiS. 7 października roku ZPAV przyznał albumowi certyfikat platynowej płyty za sprzedaż 30 tysięcy egzemplarzy. Również w tym przypadku wynik dotyczy tylko sprzedaży fizycznej.
Café Belga był jedenastym najlepiej sprzedającym się albumem 2018 roku na terenie Polski. W podsumowaniu roku przez serwis Spotify zajął czwarte miejsce w rankingu albumów najczęściej słuchanych przez polskich użytkowników. Wyższe pozycje zajęły tylko: Soma 0,5 mg, Dua Lipa Dua Lipy i Małomiasteczkowy Dawida Podsiadło. Taco Hemingway zajął pierwsze miejsce w zestawieniu najczęściej słuchanych artystów.

### Nagrody i nominacje
| Plebiscyt       | Kategoria          | Rezultat    |        |
| --------------- | ------------------ | ----------- | ------ |
| Fryderyki 2019  | Album roku hip-hop | Nominacja   | [ 49 ] |
| Popkillery 2019 | Album roku         | 25. miejsce | [ 50 ] |
| Popkillery 2019 | Wydanie roku       | 4. miejsce  | [ 51 ] |

## Lista utworów
Autorem wszystkich tekstów jest Filip Szcześniak.
| Nr  | Tytuł utworu                       | Produkcja      | Długość |
| --- | ---------------------------------- | -------------- | ------- |
| 1.  | „Café Belga”                       | Borucci        | 4:10    |
| 2.  | „ZTM”                              | Borucci        | 4:40    |
| 3.  | „Wszystko na niby”                 | Rumak          | 4:18    |
| 4.  | „Reżyseria: Kubrick”               | Rumak          | 3:32    |
| 5.  | „2031”                             | Rumak          | 5:00    |
| 6.  | „Fiji”                             | Borucci        | 4:03    |
| 7.  | „Abonent jest czasowo niedostępny” | Borucci        | 4:34    |
| 8.  | „Motorola”                         | Rumak          | 3:12    |
| 9.  | „Modigliani”                       | Borucci        | 3:50    |
| 10. | „Adieu”                            | Rumak          | 4:47    |
| 11. | „4 AM in Girona”                   | Rumak, Borucci | 3:09    |
|     |                                    |                | 45:15   |

Sample
- W niektórych utworach wykorzystano fragmenty wywiadu Marka Falla z Taco Hemingwayem.
- W utworze „4 AM in Girona” wykorzystano fragment filmu Zimna wojna (2018) w reżyserii Pawła Pawlikowskiego.

## Sprzedaż

### Pozycje w notowaniach OLiS
OLiS jest ogólnopolskim notowaniem, tworzonym przez agencję TNS Polska na podstawie sprzedaży albumów muzycznych na nośnikach fizycznych (nie uwzględnia zatem informacji o pobraniach w formacie digital download czy odtworzeniach w serwisach streamingowych).
| Tydzień | 1      | 2      | 3      | 4      | 5      | 6      | 7      | 8      | 9      | 10     | 11     | 12     | 13     | 14     | 15     | 16     | 17     | 18     |
| ------- | ------ | ------ | ------ | ------ | ------ | ------ | ------ | ------ | ------ | ------ | ------ | ------ | ------ | ------ | ------ | ------ | ------ | ------ |
| Pozycja | 1      | 1      | 2      | 3      | 3      | 4      | 2      | 6      | 12     | 9      | 11     | 14     | 21     | 22     | 25     | 22     | 22     | 32     |
| Źródło  | [ 40 ] | [ 45 ] | [ 53 ] | [ 54 ] | [ 55 ] | [ 56 ] | [ 57 ] | [ 58 ] | [ 59 ] | [ 60 ] | [ 61 ] | [ 62 ] | [ 63 ] | [ 64 ] | [ 65 ] | [ 66 ] | [ 67 ] | [ 68 ] |
| Tydzień | 19     | 20     | 21     | 22     | 23     | 24     | 25     | 26     | 27     | 28     | 29     | 30     | 31     | 32     | 32     | 34     | 35     | 36     |
| Pozycja | 37     | 37     | 35     | 44     | 42     | 31     | 36     | 29     | 39     | 35     | 35     | 40     | 49     | 45     | 36     | 45     | 50     | 49     |
| Źródło  | [ 69 ] | [ 70 ] | [ 71 ] | [ 72 ] | [ 73 ] | [ 74 ] | [ 75 ] | [ 76 ] | [ 77 ] | [ 78 ] | [ 79 ] | [ 80 ] | [ 81 ] | [ 82 ] | [ 83 ] | [ 84 ] | [ 85 ] | [ 86 ] |

| Miesiąc       | Pozycja |
| ------------- | ------- |
| Lipiec 2018   | 1       |
| Sierpień 2018 | 2       |

| Rok  | Pozycja |
| ---- | ------- |
| 2018 | 11      |
| 2021 | 40      |

### Certyfikaty ZPAV
Certyfikaty sprzedaży są wystawiane przez Związek Producentów Audio-Video za osiągnięcie określonej liczby sprzedanych egzemplarzy, obliczanej na podstawie kupionych kopii fizycznych i cyfrowych, a także odtworzeń w serwisach streamingowych.
| Certyfikat      | Liczba egzemplarzy | Data                |        |
| --------------- | ------------------ | ------------------- | ------ |
| złota płyta     | 15 000             | 1 sierpnia 2018     | [ 44 ] |
| platynowa płyta | 30 000             | 7 października 2018 | [ 4 ]  |

## Personel
Za powstanie albumu odpowiedzialne są następujące osoby:

- Filip Szcześniak – słowa, wokal
- Piotr Dudek – projekt okładki
- Marek Fall – autor wywiadu
- Jan Kwapisz – realizacja dźwięku
- Boris „Borucci” Neijenhuis – produkcja muzyczna, dodatkowy wokal
- Łukasz Partyka – projekt okładki
- Maciej „Rumak” Ruszecki – produkcja muzyczna, dodatkowy wokal
- Rafał Smoleń – miksowanie, mastering
- Sonia Szóstak – projekt okładki, fotografia

Nagrań dokonano w Studiu Nagrywarka w Warszawie. Wywiad Falla z Hemingwayem nagrano w Café Belga w Brukseli.